# Martinsville (Indiana)
Pour les articles homonymes, voir Martinsville.
La ville de Martinsville est le siège du comté de Morgan, dans l’État de l’Indiana, aux États-Unis. Sa population s’élevait à 11 828 habitants lors du recensement de 2010, estimée à 11 669 habitants en 2016.

## Démographie
| Groupe                           | Martinsville | Indiana | États-Unis |
| -------------------------------- | ------------ | ------- | ---------- |
| Blancs                           | 97,5         | 84,3    | 72,4       |
| Métis                            | 1,0          | 2,0     | 2,9        |
| Autres                           | 0,6          | 2,7     | 6,2        |
| Asiatiques                       | 0,4          | 1,6     | 4,8        |
| Amérindiens                      | 0,3          | 0,3     | 0,9        |
| Afro-Américains                  | 0,2          | 9,1     | 12,6       |
| Océaniens                        | 0,1          | -       | 0,2        |
| Total                            | 100          | 100     | 100        |
|                                  |              |         |            |
| Hispaniques et Latino-Américains | 1,3          | 6,0     | 16,7       |